# 1528
Portal Geschichte | Portal Biografien | Aktuelle Ereignisse | Jahreskalender | Tagesartikel

◄ |
15. Jahrhundert |
16. Jahrhundert
| 17. Jahrhundert | ►

◄ |
1490er |
1500er |
1510er |
1520er
| 1530er | 1540er | 1550er | ►

◄◄ |
◄ |
1524 |
1525 |
1526 |
1527 |
1528
| 1529 | 1530 | 1531 | 1532 | ► | ►►
Staatsoberhäupter  · Nekrolog  · Literaturjahr · Musikjahr   · Wissenschaftsjahr
| Januar | Januar | Januar | Januar | Januar | Januar | Januar | Januar |
| Kw     | Mo     | Di     | Mi     | Do     | Fr     | Sa     | So     |
| ------ | ------ | ------ | ------ | ------ | ------ | ------ | ------ |
| 1      |        |        | 1      | 2      | 3      | 4      | 5      |
| 2      | 6      | 7      | 8      | 9      | 10     | 11     | 12     |
| 3      | 13     | 14     | 15     | 16     | 17     | 18     | 19     |
| 4      | 20     | 21     | 22     | 23     | 24     | 25     | 26     |
| 5      | 27     | 28     | 29     | 30     | 31     |        |        |

| Februar | Februar | Februar | Februar | Februar | Februar | Februar | Februar |
| Kw      | Mo      | Di      | Mi      | Do      | Fr      | Sa      | So      |
| ------- | ------- | ------- | ------- | ------- | ------- | ------- | ------- |
| 5       |         |         |         |         |         | 1       | 2       |
| 6       | 3       | 4       | 5       | 6       | 7       | 8       | 9       |
| 7       | 10      | 11      | 12      | 13      | 14      | 15      | 16      |
| 8       | 17      | 18      | 19      | 20      | 21      | 22      | 23      |
| 9       | 24      | 25      | 26      | 27      | 28      | 29      |         |

| März | März | März | März | März | März | März | März |
| Kw   | Mo   | Di   | Mi   | Do   | Fr   | Sa   | So   |
| ---- | ---- | ---- | ---- | ---- | ---- | ---- | ---- |
| 9    |      |      |      |      |      |      | 1    |
| 10   | 2    | 3    | 4    | 5    | 6    | 7    | 8    |
| 11   | 9    | 10   | 11   | 12   | 13   | 14   | 15   |
| 12   | 16   | 17   | 18   | 19   | 20   | 21   | 22   |
| 13   | 23   | 24   | 25   | 26   | 27   | 28   | 29   |
| 14   | 30   | 31   |      |      |      |      |      |

| April | April | April | April | April | April | April | April |
| Kw    | Mo    | Di    | Mi    | Do    | Fr    | Sa    | So    |
| ----- | ----- | ----- | ----- | ----- | ----- | ----- | ----- |
| 14    |       |       | 1     | 2     | 3     | 4     | 5     |
| 15    | 6     | 7     | 8     | 9     | 10    | 11    | 12    |
| 16    | 13    | 14    | 15    | 16    | 17    | 18    | 19    |
| 17    | 20    | 21    | 22    | 23    | 24    | 25    | 26    |
| 18    | 27    | 28    | 29    | 30    |       |       |       |

| Mai | Mai | Mai | Mai | Mai | Mai | Mai | Mai |
| Kw  | Mo  | Di  | Mi  | Do  | Fr  | Sa  | So  |
| --- | --- | --- | --- | --- | --- | --- | --- |
| 18  |     |     |     |     | 1   | 2   | 3   |
| 19  | 4   | 5   | 6   | 7   | 8   | 9   | 10  |
| 20  | 11  | 12  | 13  | 14  | 15  | 16  | 17  |
| 21  | 18  | 19  | 20  | 21  | 22  | 23  | 24  |
| 22  | 25  | 26  | 27  | 28  | 29  | 30  | 31  |

| Juni | Juni | Juni | Juni | Juni | Juni | Juni | Juni |
| Kw   | Mo   | Di   | Mi   | Do   | Fr   | Sa   | So   |
| ---- | ---- | ---- | ---- | ---- | ---- | ---- | ---- |
| 23   | 1    | 2    | 3    | 4    | 5    | 6    | 7    |
| 24   | 8    | 9    | 10   | 11   | 12   | 13   | 14   |
| 25   | 15   | 16   | 17   | 18   | 19   | 20   | 21   |
| 26   | 22   | 23   | 24   | 25   | 26   | 27   | 28   |
| 27   | 29   | 30   |      |      |      |      |      |

| Juli | Juli | Juli | Juli | Juli | Juli | Juli | Juli |
| Kw   | Mo   | Di   | Mi   | Do   | Fr   | Sa   | So   |
| ---- | ---- | ---- | ---- | ---- | ---- | ---- | ---- |
| 27   |      |      | 1    | 2    | 3    | 4    | 5    |
| 28   | 6    | 7    | 8    | 9    | 10   | 11   | 12   |
| 29   | 13   | 14   | 15   | 16   | 17   | 18   | 19   |
| 30   | 20   | 21   | 22   | 23   | 24   | 25   | 26   |
| 31   | 27   | 28   | 29   | 30   | 31   |      |      |

| August | August | August | August | August | August | August | August |
| Kw     | Mo     | Di     | Mi     | Do     | Fr     | Sa     | So     |
| ------ | ------ | ------ | ------ | ------ | ------ | ------ | ------ |
| 31     |        |        |        |        |        | 1      | 2      |
| 32     | 3      | 4      | 5      | 6      | 7      | 8      | 9      |
| 33     | 10     | 11     | 12     | 13     | 14     | 15     | 16     |
| 34     | 17     | 18     | 19     | 20     | 21     | 22     | 23     |
| 35     | 24     | 25     | 26     | 27     | 28     | 29     | 30     |
| 36     | 31     |        |        |        |        |        |        |

| September | September | September | September | September | September | September | September |
| Kw        | Mo        | Di        | Mi        | Do        | Fr        | Sa        | So        |
| --------- | --------- | --------- | --------- | --------- | --------- | --------- | --------- |
| 36        |           | 1         | 2         | 3         | 4         | 5         | 6         |
| 37        | 7         | 8         | 9         | 10        | 11        | 12        | 13        |
| 38        | 14        | 15        | 16        | 17        | 18        | 19        | 20        |
| 39        | 21        | 22        | 23        | 24        | 25        | 26        | 27        |
| 40        | 28        | 29        | 30        |           |           |           |           |

| Oktober | Oktober | Oktober | Oktober | Oktober | Oktober | Oktober | Oktober |
| Kw      | Mo      | Di      | Mi      | Do      | Fr      | Sa      | So      |
| ------- | ------- | ------- | ------- | ------- | ------- | ------- | ------- |
| 40      |         |         |         | 1       | 2       | 3       | 4       |
| 41      | 5       | 6       | 7       | 8       | 9       | 10      | 11      |
| 42      | 12      | 13      | 14      | 15      | 16      | 17      | 18      |
| 43      | 19      | 20      | 21      | 22      | 23      | 24      | 25      |
| 44      | 26      | 27      | 28      | 29      | 30      | 31      |         |

| November | November | November | November | November | November | November | November |
| Kw       | Mo       | Di       | Mi       | Do       | Fr       | Sa       | So       |
| -------- | -------- | -------- | -------- | -------- | -------- | -------- | -------- |
| 44       |          |          |          |          |          |          | 1        |
| 45       | 2        | 3        | 4        | 5        | 6        | 7        | 8        |
| 46       | 9        | 10       | 11       | 12       | 13       | 14       | 15       |
| 47       | 16       | 17       | 18       | 19       | 20       | 21       | 22       |
| 48       | 23       | 24       | 25       | 26       | 27       | 28       | 29       |
| 49       | 30       |          |          |          |          |          |          |

| Dezember | Dezember | Dezember | Dezember | Dezember | Dezember | Dezember | Dezember |
| Kw       | Mo       | Di       | Mi       | Do       | Fr       | Sa       | So       |
| -------- | -------- | -------- | -------- | -------- | -------- | -------- | -------- |
| 49       |          | 1        | 2        | 3        | 4        | 5        | 6        |
| 50       | 7        | 8        | 9        | 10       | 11       | 12       | 13       |
| 51       | 14       | 15       | 16       | 17       | 18       | 19       | 20       |
| 52       | 21       | 22       | 23       | 24       | 25       | 26       | 27       |
| 53       | 28       | 29       | 30       | 31       |          |          |          |

| Januar | Januar | Januar | Januar | Januar | Januar | Januar | Januar |
| Kw     | Mo     | Di     | Mi     | Do     | Fr     | Sa     | So     |
| ------ | ------ | ------ | ------ | ------ | ------ | ------ | ------ |
| 1      |        |        | 1      | 2      | 3      | 4      | 5      |
| 2      | 6      | 7      | 8      | 9      | 10     | 11     | 12     |
| 3      | 13     | 14     | 15     | 16     | 17     | 18     | 19     |
| 4      | 20     | 21     | 22     | 23     | 24     | 25     | 26     |
| 5      | 27     | 28     | 29     | 30     | 31     |        |        |

| Februar | Februar | Februar | Februar | Februar | Februar | Februar | Februar |
| Kw      | Mo      | Di      | Mi      | Do      | Fr      | Sa      | So      |
| ------- | ------- | ------- | ------- | ------- | ------- | ------- | ------- |
| 5       |         |         |         |         |         | 1       | 2       |
| 6       | 3       | 4       | 5       | 6       | 7       | 8       | 9       |
| 7       | 10      | 11      | 12      | 13      | 14      | 15      | 16      |
| 8       | 17      | 18      | 19      | 20      | 21      | 22      | 23      |
| 9       | 24      | 25      | 26      | 27      | 28      | 29      |         |

| März | März | März | März | März | März | März | März |
| Kw   | Mo   | Di   | Mi   | Do   | Fr   | Sa   | So   |
| ---- | ---- | ---- | ---- | ---- | ---- | ---- | ---- |
| 9    |      |      |      |      |      |      | 1    |
| 10   | 2    | 3    | 4    | 5    | 6    | 7    | 8    |
| 11   | 9    | 10   | 11   | 12   | 13   | 14   | 15   |
| 12   | 16   | 17   | 18   | 19   | 20   | 21   | 22   |
| 13   | 23   | 24   | 25   | 26   | 27   | 28   | 29   |
| 14   | 30   | 31   |      |      |      |      |      |

| April | April | April | April | April | April | April | April |
| Kw    | Mo    | Di    | Mi    | Do    | Fr    | Sa    | So    |
| ----- | ----- | ----- | ----- | ----- | ----- | ----- | ----- |
| 14    |       |       | 1     | 2     | 3     | 4     | 5     |
| 15    | 6     | 7     | 8     | 9     | 10    | 11    | 12    |
| 16    | 13    | 14    | 15    | 16    | 17    | 18    | 19    |
| 17    | 20    | 21    | 22    | 23    | 24    | 25    | 26    |
| 18    | 27    | 28    | 29    | 30    |       |       |       |

| Mai | Mai | Mai | Mai | Mai | Mai | Mai | Mai |
| Kw  | Mo  | Di  | Mi  | Do  | Fr  | Sa  | So  |
| --- | --- | --- | --- | --- | --- | --- | --- |
| 18  |     |     |     |     | 1   | 2   | 3   |
| 19  | 4   | 5   | 6   | 7   | 8   | 9   | 10  |
| 20  | 11  | 12  | 13  | 14  | 15  | 16  | 17  |
| 21  | 18  | 19  | 20  | 21  | 22  | 23  | 24  |
| 22  | 25  | 26  | 27  | 28  | 29  | 30  | 31  |

| Juni | Juni | Juni | Juni | Juni | Juni | Juni | Juni |
| Kw   | Mo   | Di   | Mi   | Do   | Fr   | Sa   | So   |
| ---- | ---- | ---- | ---- | ---- | ---- | ---- | ---- |
| 23   | 1    | 2    | 3    | 4    | 5    | 6    | 7    |
| 24   | 8    | 9    | 10   | 11   | 12   | 13   | 14   |
| 25   | 15   | 16   | 17   | 18   | 19   | 20   | 21   |
| 26   | 22   | 23   | 24   | 25   | 26   | 27   | 28   |
| 27   | 29   | 30   |      |      |      |      |      |

| Juli | Juli | Juli | Juli | Juli | Juli | Juli | Juli |
| Kw   | Mo   | Di   | Mi   | Do   | Fr   | Sa   | So   |
| ---- | ---- | ---- | ---- | ---- | ---- | ---- | ---- |
| 27   |      |      | 1    | 2    | 3    | 4    | 5    |
| 28   | 6    | 7    | 8    | 9    | 10   | 11   | 12   |
| 29   | 13   | 14   | 15   | 16   | 17   | 18   | 19   |
| 30   | 20   | 21   | 22   | 23   | 24   | 25   | 26   |
| 31   | 27   | 28   | 29   | 30   | 31   |      |      |

| August | August | August | August | August | August | August | August |
| Kw     | Mo     | Di     | Mi     | Do     | Fr     | Sa     | So     |
| ------ | ------ | ------ | ------ | ------ | ------ | ------ | ------ |
| 31     |        |        |        |        |        | 1      | 2      |
| 32     | 3      | 4      | 5      | 6      | 7      | 8      | 9      |
| 33     | 10     | 11     | 12     | 13     | 14     | 15     | 16     |
| 34     | 17     | 18     | 19     | 20     | 21     | 22     | 23     |
| 35     | 24     | 25     | 26     | 27     | 28     | 29     | 30     |
| 36     | 31     |        |        |        |        |        |        |

| September | September | September | September | September | September | September | September |
| Kw        | Mo        | Di        | Mi        | Do        | Fr        | Sa        | So        |
| --------- | --------- | --------- | --------- | --------- | --------- | --------- | --------- |
| 36        |           | 1         | 2         | 3         | 4         | 5         | 6         |
| 37        | 7         | 8         | 9         | 10        | 11        | 12        | 13        |
| 38        | 14        | 15        | 16        | 17        | 18        | 19        | 20        |
| 39        | 21        | 22        | 23        | 24        | 25        | 26        | 27        |
| 40        | 28        | 29        | 30        |           |           |           |           |

| Oktober | Oktober | Oktober | Oktober | Oktober | Oktober | Oktober | Oktober |
| Kw      | Mo      | Di      | Mi      | Do      | Fr      | Sa      | So      |
| ------- | ------- | ------- | ------- | ------- | ------- | ------- | ------- |
| 40      |         |         |         | 1       | 2       | 3       | 4       |
| 41      | 5       | 6       | 7       | 8       | 9       | 10      | 11      |
| 42      | 12      | 13      | 14      | 15      | 16      | 17      | 18      |
| 43      | 19      | 20      | 21      | 22      | 23      | 24      | 25      |
| 44      | 26      | 27      | 28      | 29      | 30      | 31      |         |

| November | November | November | November | November | November | November | November |
| Kw       | Mo       | Di       | Mi       | Do       | Fr       | Sa       | So       |
| -------- | -------- | -------- | -------- | -------- | -------- | -------- | -------- |
| 44       |          |          |          |          |          |          | 1        |
| 45       | 2        | 3        | 4        | 5        | 6        | 7        | 8        |
| 46       | 9        | 10       | 11       | 12       | 13       | 14       | 15       |
| 47       | 16       | 17       | 18       | 19       | 20       | 21       | 22       |
| 48       | 23       | 24       | 25       | 26       | 27       | 28       | 29       |
| 49       | 30       |          |          |          |          |          |          |

| Dezember | Dezember | Dezember | Dezember | Dezember | Dezember | Dezember | Dezember |
| Kw       | Mo       | Di       | Mi       | Do       | Fr       | Sa       | So       |
| -------- | -------- | -------- | -------- | -------- | -------- | -------- | -------- |
| 49       |          | 1        | 2        | 3        | 4        | 5        | 6        |
| 50       | 7        | 8        | 9        | 10       | 11       | 12       | 13       |
| 51       | 14       | 15       | 16       | 17       | 18       | 19       | 20       |
| 52       | 21       | 22       | 23       | 24       | 25       | 26       | 27       |
| 53       | 28       | 29       | 30       | 31       |          |          |          |

## Ereignisse

### Politik und Weltgeschehen

#### Skandinavien
- 12. Januar: Gustav I. Wasa wird fünf Jahre nach seiner Wahl im Dom zu Uppsala zum König von Schweden gekrönt.

#### Heiliges Römisches Reich
- 7. Februar: Bern erlässt in Folge der Berner Disputation vom 6. bis 26. Januar das Reformationsmandat und löst damit die bis November andauernden Oberländer Reformationsunruhen im Berner Oberland aus.

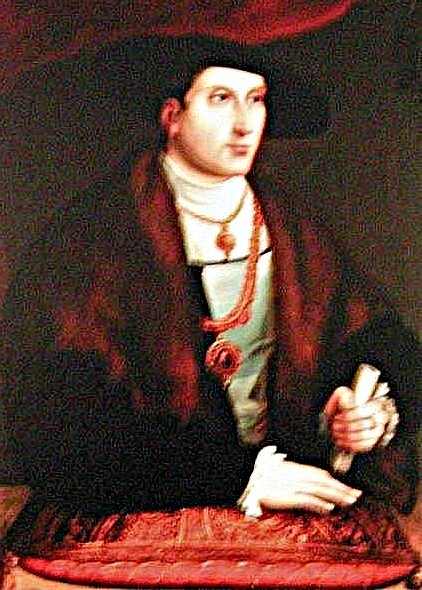
Enno II. von Ostfriesland

- 14. Februar: Nach dem Tod seines Vaters Edzard I. wird Enno II. Graf von Ostfriesland. Er regiert über weite Strecken gemeinsam mit seinem jüngeren Bruder Johann I., obwohl Enno der lutheranischen Lehre anhängt, und Johann überzeugter Katholik ist.
- 13. März: Das Kloster Interlaken, der größte Landbesitzer im Oberland, wird nach Erlass des Berner Reformationsmandats aufgehoben, sein Gebiet dem Kanton Bern eingegliedert. Nachdem Bern die Abgaben der Bevölkerung an das Kloster nun für sich einfordert, brechen alsbald die Oberländer Reformationsunruhen aus.
- 14. Juni: Im Vertrag von Hitzkirchen verzichtet der insbesondere durch seinen Ablasshandel bekannte Mainzer Erzbischof Albrecht von Brandenburg gegenüber dem Landgrafen Philipp endgültig auf die geistliche Gerichtsbarkeit in Hessen.

#### Amerika
- 27. März: Im Vertrag von Madrid überlässt Kaiser Karl V. den Welsern das heutige Venezuela als Pfand für Kredite zur Ausbeutung.

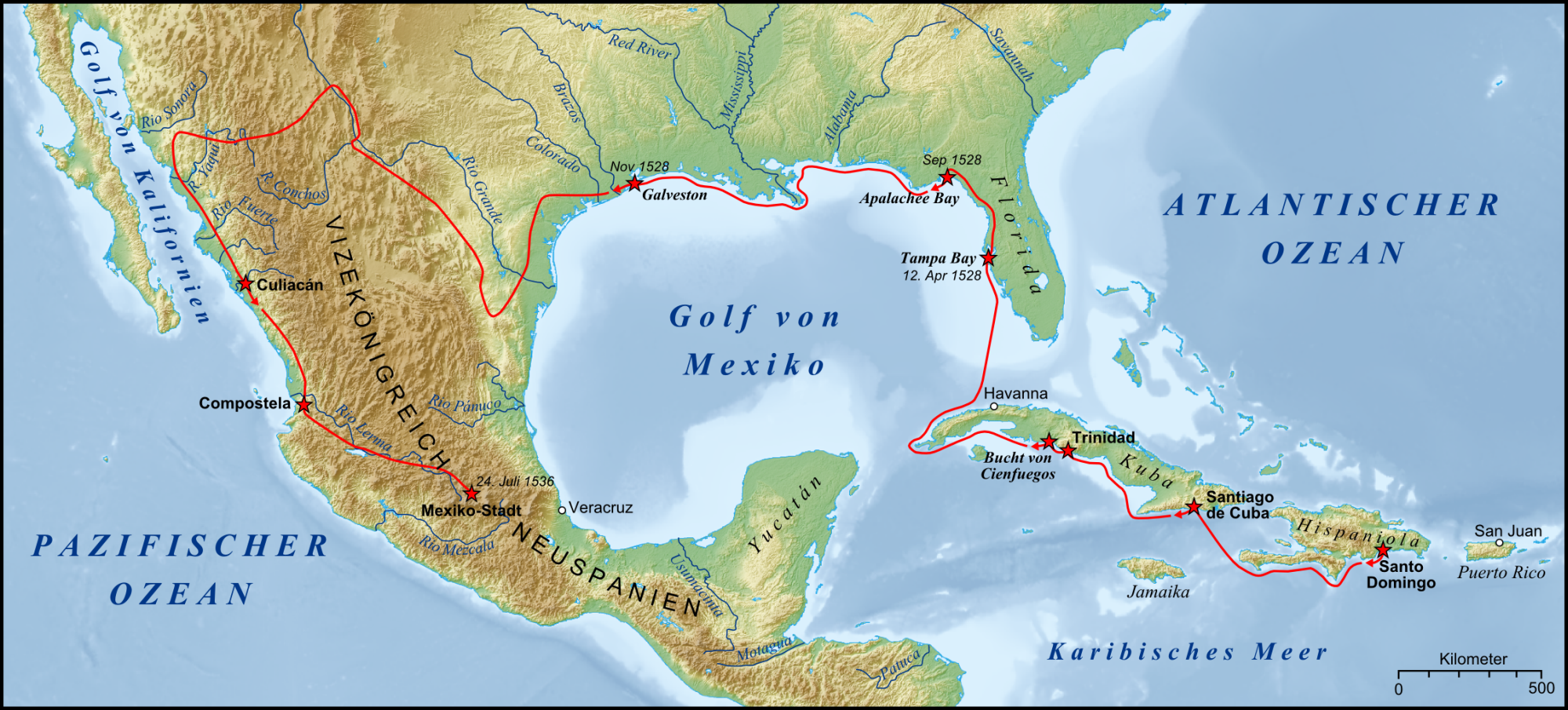
Die Expedition Pánfilo de Narváez und Cabeza de Vacas

- 6. November: Der spanische Conquistador Álvar Núñez Cabeza de Vaca erreicht schiffbrüchig als erster Europäer texanischen Boden.
- 23. November: Nach der neuerlichen Gründung der vor drei Jahren von Gonzalo de Alvarado nach einem Aufstand verlassenen Stadt San Salvador durch Gonzalos Bruder Diego de Alvarado wird die Herrschaft Cuzcatlan von den Spaniern erobert.

### Wissenschaft und Technik

Das frühere Katharinenkloster in Bremen, das erste Schulgebäude an der Sögestraße

- Eine Freie Lateinschule in Bremen und das Bodensee-Gymnasium in Lindau werden nach lutherischen Prinzipien gegründet.
- Markgraf Georg der Fromme gründet eine Lateinschule in Onolzbach, das heutige Gymnasium Carolinum in Ansbach.
- um 1528: Das Ratsgymnasium in Goslar wird nach einem Aufruf Martin Luthers gegründet.

### Kultur

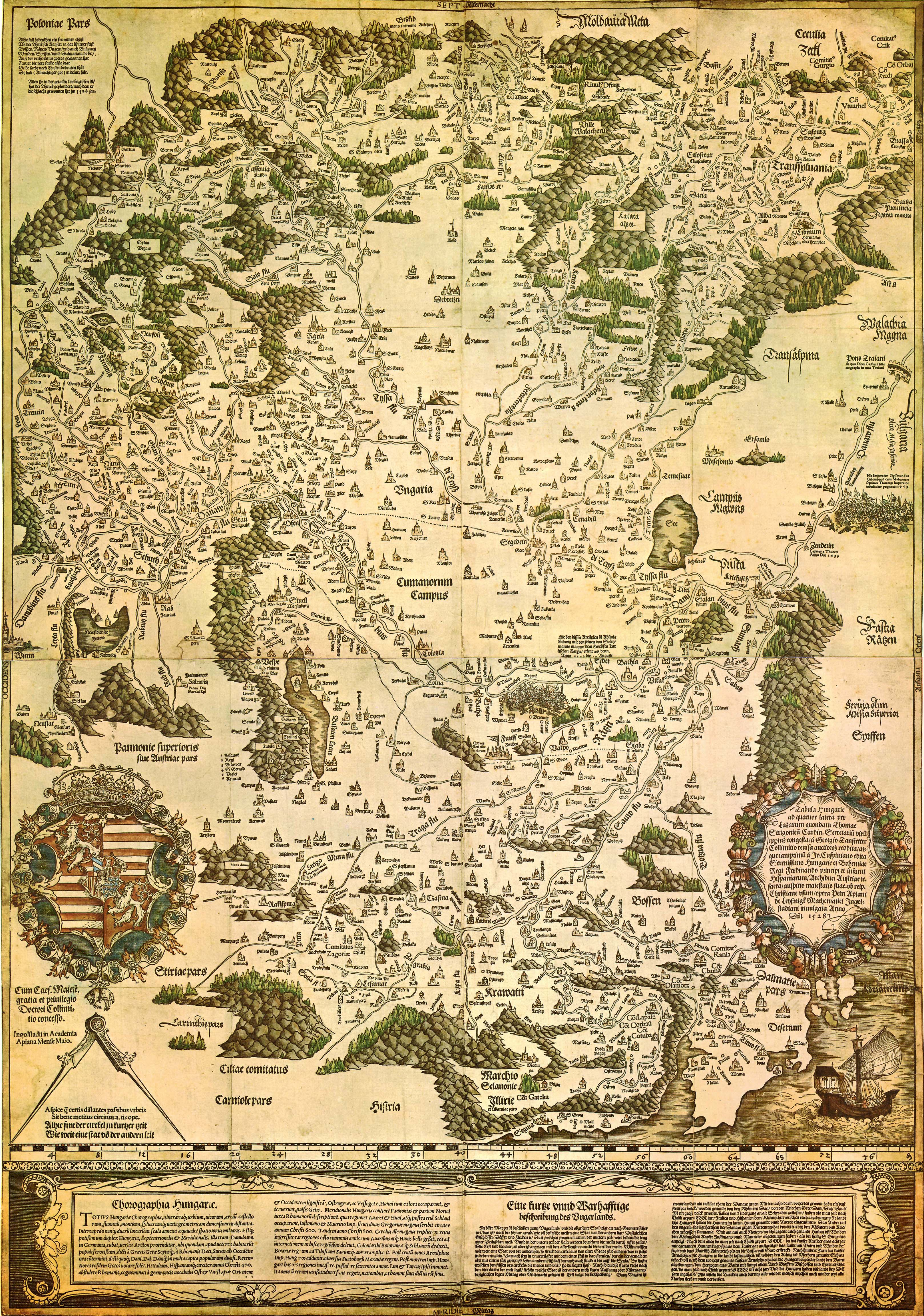
Tabula Hungarie

- Mai: Die Ungarnkarte Tabula Hungarie von Lazarus Secretarius und Georg Tannstetter wird gedruckt.
- Il Libro del Cortegiano von Baldassare Castiglione wird gedruckt.
- Spanische Eroberer bringen während der Eroberung Mexikos das Schokoladengetränk der Azteken (Xocolatl) nach Europa.

### Religion
- Januar: Durch die Berner Disputation wird in der Stadt und Republik Bern die Reformation eingeführt.
- 14. Januar: Der Täufer Leonhard Schiemer wird in Rattenberg in Tirol enthauptet.
- Frühjahr: Die pazifistischen Stäbler unter der Führung von Jakob Widemann verlassen das mährische Nikolsburg, wo die täuferische Strömung der Schwertler unter Balthasar Hubmaier und Johannes Spittelmaier die Oberhand gewonnen hat, und siedeln sich in Austerlitz an.

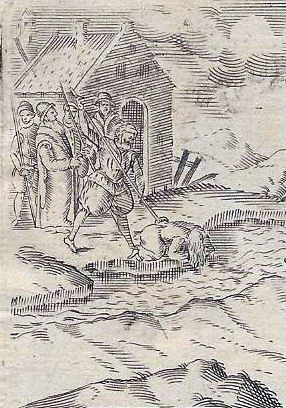
Elsbeth Hügline wird in der Donau ertränkt, Detail des Hubmaierporträts von Christoffel van Sichem, 1606

- 10. März: Balthasar Hubmaier, Anführer der radikal-reformatorischen Täuferbewegung wird, nachdem er einen Widerruf abgelehnt hat, unter dem Vorwurf des Aufruhrs und der Ketzerei in Wien auf dem Scheiterhaufen verbrannt. Drei Tage später wird seine Ehefrau Elsbeth Hügline, die bis zum Schluss zu ihrem Mann und ihrem Bekenntnis steht, in der Donau ertränkt. Die Exkommunikation als „Ketzerfürst“ durch die katholische Kirche ist für den Märtyrer der Täuferbewegung bis heute aufrecht.
- 29. Februar: Der ins katholische Schottland zurückgekehrte protestantische Theologe Patrick Hamilton wird in einem kurzen Prozess wegen Ketzerei zum Tode verurteilt und sofort öffentlich verbrannt.
- 14. Juni: Markgraf Georg von Brandenburg-Ansbach setzt mit den Nürnbergern zu Schwabach die Schwabacher Visitationsartikel, eine der frühesten lutherischen Bekenntnisschriften, als Grundlage für die Einführung der Reformation in seinem Lande fest.
- Es gibt erstmals nachweislich Täufer in Ostfriesland.
- um 1528: Der Stäbler Oswald Glait, Schüler des Täufers Hans Hut, und Andreas Fischer gründen in Mähren die Sekte der Sabbater, eine Untergruppe der Sabbatianer.

### Katastrophen
- 1528/1529: Der Englische Schweiß bricht neuerlich epidemisch aus.

## Geboren

### Geburtsdatum gesichert
- 07. Januar: Johanna III., Königin von Navarra († 1572)
- 20. Januar: Sebastian Starck, deutscher lutherischer Theologe († 1586)
- 22. Februar: Peter Buchner, Bürgermeister von Leipzig († 1582)
- 29. Februar: Albrecht V., Herzog von Bayern († 1579)
- 29. Februar: Domingo Báñez, spanischer Theologe († 1604)
- 10. März: Mitsuhide Akechi, japanischer General († 1582)
- 25. März: Jakob Andreae, deutscher Theologe und Reformator († 1590)
- 25. März: Philippe Hurault de Cheverny, Siegelbewahrer und Kanzler von Frankreich († 1599)
- 07. Juni: Cyriacus Spangenberg, deutscher evangelischer Theologe, Kirchenlieddichter und Historiker († 1604)
- 15. Juni: Herbard VIII. von Auersperg, österreichischer Heerführer († 1575)
- 21. Juni: Maria von Spanien, Kaiserin des Heiligen Römischen Reiches († 1603)
- 29. Juni: Julius, Herzog zu Braunschweig-Lüneburg, Fürst von Braunschweig-Wolfenbüttel († 1589)
- 07. Juli: Anna von Österreich, Herzogin von Bayern  († 1590)
- 08. Juli: Emanuel Philibert, Herzog von Savoyen († 1580)
- 26. Juli: Diogo de Paiva de Andrade, portugiesischer katholischer Theologe († 1575)
- 10. August: Erich II. von Calenberg-Göttingen, Herzog von Braunschweig-Lüneburg und Söldnerführer († 1584)
- 25. August: Luis de Zúñiga y Requesens, spanischer Statthalter in den Niederlanden († 1576)
- 21. September: Matthäus Judex, deutscher lutherischer Theologe († 1564)
- 25. September: Otto II., Herzog von Braunschweig-Harburg († 1603)
- 10. Oktober: Adam Lonitzer, deutscher Naturforscher, Arzt und Botaniker († 1586)
- 02. November: Petrus Lotichius Secundus, deutscher Gelehrter, Mediziner und neulateinischer Dichter († 1560)
- 14. November: Jaroslav von Pernstein, böhmisch-mährischer Adliger († 1560)

### Genaues Geburtsdatum unbekannt
- Christophe d’Assonleville, spanischer Botschafter († 1607)
- Rémy Belleau, französischer Schriftsteller († 1577)
- Sebastian Grübel, Schweizer Lehrer und Theaterregisseur († 1595)
- Heinrich von Reuschenberg, Landkomtur der Deutschordenskommende Alden Biesen († 1603)
- Paolo Veronese, italienischer Maler und Freskant († 1588)

## Gestorben

### Erstes Halbjahr
- 14. Januar: Leonhard Schiemer, österreichischer Märtyrer der Täuferbewegung
- 28. Januar: Philipp von Kleve-Ravenstein, burgundischer Adliger, Gouverneur in Mailand und Genua (* 1456)
- 06. Februar: Ambrosius Spittelmayr, österreichischer Vertreter der Täuferbewegung (* 1497)
- 14. Februar: Edzard I., Graf von Ostfriesland (* 1462)
- 29. Februar: Patrick Hamilton, schottischer evangelischer Theologe und Märtyrer (* um 1504)

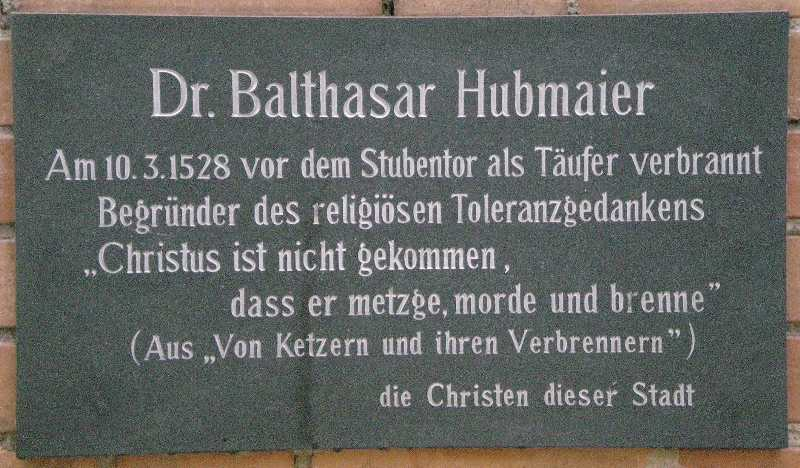
Gedenktafel für Balthasar Hubmaier

- 10. März: Balthasar Hubmaier, Täuferpersönlichkeit der Reformationszeit (* 1485)
- 13. März: Elsbeth Hügline, Ehefrau Balthasar Hubmaiers, Märtyrerin der Täuferbewegung (* um 1480)
- 01. April: Francisco de Peñalosa spanischer Kleriker, Sänger und Komponist (* um 1470)

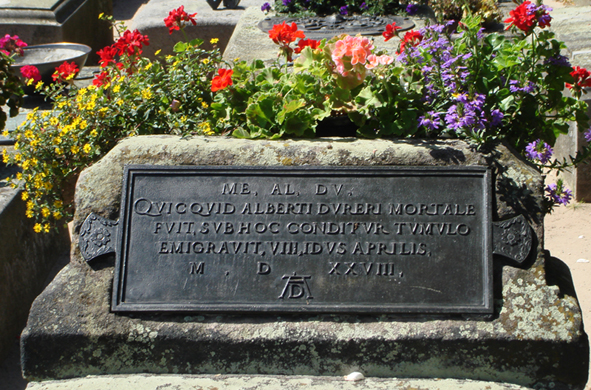
Grabinschrift des Dürer-Grabes in Nürnberg

- 06. April: Albrecht Dürer, deutscher Maler, Grafiker, Mathematiker und Kunsttheoretiker (* 1471)
- 29. April: Johann IV., Graf von Egmond (* 1499)
- 03. Mai: Clarice Strozzi, geborene Medici, Florentiner Patrizierin (* 1493)
- 04. Mai: Bernhard Strigel, deutscher Maler (* um 1460)
- 11. Mai: Eitelhans Langenmantel, Augsburger Patrizier und Märtyrer der Täuferbewegung (* um 1480)
- 15. Juni: Gumpert von Brandenburg-Ansbach-Kulmbach, Domherr in Bamberg und päpstlicher Gesandter (* 1503)
- 22. Juni: William Carey, englischer Höfling (* um 1500)

### Zweites Halbjahr
- 30. Juli: Jacopo Palma (der Alte), italienischer Maler (* um 1480)
- 15. August: Odet de Foix, Marschall von Frankreich (* 1485)
- 20. August: Georg von Frundsberg, süddeutscher Landsknechtführer und Infanterietaktiker (* 1473)
- 28. August: Pedro Navarro, spanischer Militärkommandant und Ingenieur (* 1460)
- 31. August: Matthias Grünewald, deutscher Maler und Graphiker, Baumeister und Wasserkunstmacher (* um 1475)
- 12. September: Antoniotto Adorno, Doge der Republik Genua (* 1479)
- 17. September: Íñigo Fernández de Velasco y Mendoza, spanischer Politiker (* 1462)
- 05. Oktober: Richard Fox, englischer Bischof (* zwischen 1446 und 1448)
- 16. Oktober: Hernando Alonso, spanisch-marranischer Entdecker und erstes Opfer der Inquisition in Mexiko (* um 1460)
- 18. Oktober: Michael Anton, Markgraf von Saluzzo (* 1495)
- 21. Oktober: Johann von Schwarzenberg, Hofmeister des Fürstbischofs von Bamberg (* 1463)
- 28. Oktober (vermutlich): Maria Pfäffinger, Äbtissin des Klosters Frauenchiemsee (* 1463)
- 17. November: Jakob Wimpheling, deutscher Dichter, Pädagoge und Historiker (* 1450)
- 02. Dezember: Mathias Mulich, Nürnberger Fernhandelskaufmann (* vor 1470)
- 04. Dezember: Jakob Locher, deutscher humanistischer Schriftsteller und Übersetzer (* 1471)
- 07. Dezember: Margarete von Sachsen, Herzogin von Braunschweig-Lüneburg (* 1469)
- 11. Dezember: Lukas von Prag, tschechischer Theologe und Bischof der Unität der Böhmischen Brüder (* um 1460)
- 13. Dezember: Kasimir II., Herzog von Glogau und Teschen (* 1448/53)

### Genaues Todesdatum unbekannt
- Johannes Brötli, Schweizer Priester, Pfarrer und Täuferführer in Zollikon und Hallau (* um 1494)
- Pánfilo de Narváez, spanischer Konquistador (* 1470)
- Giovanni da Verrazzano, italienischer Seefahrer und Entdecker (* 1485)